# Сорокин, Николай Гаврилович
Николай Гаврилович Сорокин (1946 - 2016) — чемпион СССР по пожарно-прикладному спорту.
Свою спортивную карьеру начал в Златоусте. Рекорды, поставленные им, а также спортсменами Владимиром Офицеровым и Анатолием Замориным в 1970-е годы в Челябинске, держались по несколько лет. Их имена стали известны на весь Советский Союз. В конце 1970-х Н. Г. Сорокина пригласили выступать на соревнованиях за команду Латвийской ССР. 